# 시사직격
《시사직격》은 KBS 1TV의 탐사보도 프로그램으로, 2019년 10월 4일부터 2023년 6월 30일까지 매주 금요일 밤 10시에 방송되었다.

## 기획 의도
탐사보도의 '시의성'과 다큐멘터리의 '심층성'을 동시에 목표로 삼는 탐사보도 프로그램이다.

## 관련 보도
- '시사직격’ 차별금지법 현재와 내일까지 담은 탐사의 백미 (한겨레, 2022년 4월 9일)

## 수상 내역
- 2019. 12. <이달의 PD상> - '홍콩, 자살당하다' 편
한국PD연합회 - "장기화 되고 있는 홍콩 시위 현장을 직접 찾아가 홍콩 시민들의 목소리를 담아낸 프로그램이다. 시위 핵심 주도자, 의문사 당한 여성의 친구, 성폭행 사실을 폭로한 여학생 등 핵심 인물들을 취재해 홍콩의 현실을 입체적으로 전달했다고 시위 6개월에 접어들면서 관심도가 떨어진 홍콩 사태에 대해 국제적 관심을 촉구하는 데 역할을 했다.”
- 2020. 1. <민언련 이달의 좋은 보도상> - '겁 없는 여자들' 편
민주언론시민연합 - "대부분의 노사문제 보도들이 양측의 입장을 기계적으로 나열하는 데 그치지만, ‘겁 없는 여자들’은 겁 없이 싸울 수밖에 없는 여성들의 사연과 그 속에서 흔들리고 다시 일어서는 노동자의 삶을 조명했다. 이런 접근은 톨게이트 비정규직 노동자의 투쟁에 대한 이해와 공감을 이끌어냈다."
- 2020. 4. <민언련 이달의 좋은 보도상> - N번방의 비극 “당신의 잘못이 아닙니다” 편
민주언론시민연합 - "N번방 사건의 핵심 가해자 조주빈의 개인 서사 대신 피해자의 고통에 공감했다. 피해자들에게 책임을 돌리는 주장이 잘못되었음을 명확하게 짚었다. 텔레그램 성착취물 거래 사건이 조주빈 개인의 문제가 아니라 구조적 문제임을 분명히 하며 근본 해결책을 모색했다. 또한 피해자 인터뷰를 통해 범죄사실을 적나라하게 묘사하는 데 집중하지 않고, 최대한 자극적 보도를 덜어내려는 노력도 돋보였다."
- 2020. 6. <이달의 PD상>- '대한민국 채용 카르텔 2부작' 편
한국PD연합회 - "2018년 당시 수면 위로 떠오르지 않았던 신한은행 신입사원 채용 비리를 입수해 국회 정무위원회와 금융감독원이 카르텔을 형성하고 있음을 고발한 방송”이라며 “청탁자에 대해서는 기소조차 되지 않고 있는 현실을 직시함으로써 잊힌 화두인 ‘채용비리’를 다시 한 번 우리사회에 던졌다는 점에서 의미가 있다.”
- 2020. 6. <이달의 좋은 프로그램>- '대한민국 채용 카르텔' 편
방송통신심의위원회 - "채용비리 정황이 담긴 내부 문서와 증언, 재판기록 등을 토대로 채용 카르텔의 현주소를 고발하고, 문제가 근절되지 않는 원인을 지적하며 관련 제도의 개선과 공정 경쟁의 필요성을 이끌어내어 감시하는 언론의 역할을 충실히 수행한 점이 돋보임.”
- 2020. 11. <이달의 PD상>- '메이드 인 중앙지검 2부작' 편
한국PD연합회 - "검찰의 기획·표적수사라는 사회적·정치적으로 예민한 주제를 다룬 만큼 제작진의 부담감과 고민이 컸을 것으로 예상합니다. 그러나 방대한 자료 조사, 뚝심 있는 취재를 통해 해당 주제를 정면 돌파했다는 점에서 높은 점수를 받았습니다. 인터뷰, 재연, 스튜디오 진행 등 다양한 포맷을 오가며 보여준 장면들 속에 제작진의 고뇌가 잘 녹아들었다는 평입니다." 
- 2020. 12. <제22회 양성평등 미디어상 최우수상> - '누가 웰컴 투 비디오를 만들었나', 'N번방의 비극, 당신의 잘못이 아닙니다' 편
- 2021. 1. <이달의 좋은 프로그램> 지상파TV 부문 - 「시사직격｣ ‘라임·옵티머스 사기 #검찰 그리고 금감원’
라임·옵티머스 사모펀드 사태 관련 사건 관계자들의 증언 및 다양한 영상자료 등을 토대로 집중 조명하고, 수사기관 및 금융감독원의 무책임과 부도덕함을 고발하여 재발방지 대책 마련을 촉구함. 
- 2021. 3. <이달의 좋은 프로그램> 지상파TV 부문 - 「시사직격｣ 긴급르포 빼앗긴 미얀마의 봄 ‘군부 쿠데타, 한 달간의 기록’
방국통신심의위원회 - 지난 2월 미얀마 군부 세력에 의해 발생한 쿠데타 과정을 정리하고, 이후 국가 비상사태 하에서의 국민적 저항의 모습과 군부의 강경 진압 현장을 생생히 보도하여 민주주의의 소중함을 되새기게 한 점이 높게 평가됨. 
- 2021. 5. <이달의 좋은 프로그램> 지상파TV 부문 - 「시사직격｣ ‘죽어야 보이는 사람들, 2021 청년 고독사 보고서’
방국통신심의위원회 - 청년 고독사 실태 및 현장을 취재하여 그동안 고령층의 전유물로만 여겨졌던 고독사가 연령과 성별을 불문한 사회적 문제임을 공론화하고 우리 사회가 나아가야 할 방향을 모색한 프로그램. 
- 2021. 10. <민언련 이달의 좋은 보도상> ‘절대농지로 몰리는 태양광’
민주언론시민연합 - KBS <시사직격>은 태양광 발전소 건립 문제를 둘러싼 지역주민 간 갈등을 중심으로 신재생에너지 발전 정책의 문제점을 짚었다. 먼저 신재생에너지 발전소 건설을 두고 지역 내 갈등은 심각해지고 있지만, 정부와 지자체는 주민 의견을 수렴하지도 갈등을 중재하려는 노력도 하지 않는다고 비판했다. 논의과정에서 배제된 주민 입장을 전달했고, 비슷한 갈등을 거친 독일 사례를 통해 신재생에너지 정책을 실행하기 위해선 정부의 적극적인 중재 노력이 필수라는 점을 강조했다. <시사직격>은 신재생에너지 국가보조금 제도 보완의 필요성, 에너지자립 마을 사례 등을 통해 해결책도 제안했다. 시대 과제인 탈탄소 에너지 사회로의 전환 과정에서 외면받기 쉬운 목소리를 담으며 ‘정의로운 전환’을 위해 우리 사회가 보완할 것과 나아가야 할 방향을 제시한 점에서도 좋은 평가를 받았다. 이에 KBS＜시사직격> ‘절대농지로 몰리는 태양광’을 2021년 10월 ‘민언련 이달의 좋은 보도상’에 선정했다. 
- 2022. 3. <방송통신심의위원회 이달의 좋은 프로그램> ‘최악의 동해안 산불, 열흘간의 사투’
기후위기의 여파로 규모가 커지고 있는 산불의 실태와 피해 상황, 산불의 위력 앞에서도 굴하지 않고 진화작업을 펼친 소방대원들의 활약상을 생생하게 담아냈으며, 산불의 원인과 특성을 분석하고 재발 방지를 위한 구체적 대안까지 제언한 프로그램 

## 비판
- <시사직격>은 2020년 5월 22일, 29일 2부작으로 방송된 ‘대한민국 채용 카르텔’편 취재 과정에서, 국회 사무처로부터 2개월 간 국회 촬영을 불허한다는 통보를 받았다. ‘대한민국 채용 카르텔’ 편은 신한은행 채용 비리 정황을 담은 문건을 입수해 부정 청탁 의혹의 실체를 추적하는 내용이었는데, 청탁의혹이 있는 김영주 의원의 입장을 듣기 위해 의원실 앞에서 대기하다가 국회 사무처로부터 퇴청 요구를 받고, 이후 촬영 제한 조치까지 받았다.[7] 이에 대해 '한국PD연합회'는 2020년 6월 18일 "국회는 PD들의 취재 자유를 보장하라"는 성명을 내고 "국회 사무처에게 묻는다. '김영주 의원이 불편해한다'는 이유로 KBS 취재팀을 ‘퇴정’ 시킨 것은 너무 일방적인 조치였다. 국회 사무처가 국민의 알 권리보다 국회의원의 심기 경호를 더 중요시한다는 인상을 주기에 충분하지 않은가? 비리 의혹을 받는 국회의원의 방패막이 노릇을 한 것으로 비쳐진다면 부끄러운 일 아닌가?"라며 국회 사무처의 조치를 비판했다.

## 결방 및 편성 변경
2019년
- 12월 27일: 정치합시다 편성으로 인한 방송일 연기

2020년
- 1월 24일: 특선 다큐멘터리 <열대섬 대탐험> 편성으로 인한 방송일 연기
- 3월 20일: 특집 다큐멘터리 <보이지 않는 위협, 바이러스> 편성으로 인한 방송일 연기
- 4월 10일: 21대 총선 공약, 이번엔 믿어 볼까요? 편성으로 인한 방송일 연기
- 5월 15일: 5.18 40주년 특집 광주 비디오 편성으로 인한 방송일 연기
- 8월 7일: 특집 다큐멘터리 <일곱 개의 대륙, 지구> 편성으로 인한 방송일 연기
- 10월 2일: 추석 특집 나무야 나무야 편성으로 인한 방송일 연기
- 11월 20일: 경북 개항 100년 기획 동해의 제국 편성으로 인한 방송일 연기
- 12월 25일: 성탄 특집 다큐 노엘의 선물 편성으로 인한 방송일 연기

2021년
- 1월 1일: 2021 신년특별기획 - 코로노믹스 편성으로 인한 방송일 연기
- 2월 12일: 설 특집 국악 뮤지컬 드라마 <구미호 레시피> (KBS전주 제작) 편성으로 인한 방송일 연기
- 4월 30일: 노동자의 날 특집 <김진숙의 마지막 버스> (KBS부산 제작) 편성으로 인한 방송일 연기
- 7월 23일: 2020 도쿄 올림픽 개막식 중계방송으로 인한 방송일 연기
- 10월 15일: 데뷔의 순간 시대를 바꾼 아티스트 4부작 편성으로 인한 방송일 연기
- 12월 24일: 정치합시다 편성으로 인한 방송일 연기
- 12월 31일: KBS 영상실록 - 국제편 편성으로 인한 방송일 연기

2022년
- 2월 4일: 2022 베이징 동계 올림픽 개막식 중계방송으로 인한 방송일 연기
- 3월 4일: 2022년 동해안 산불 관련 뉴스특보 편성으로 인한 방송일 연기
- 4월 22일: 〈한반도 운명의 봄〉 편성으로 인한 방송일 연기
- 6월 3일: 우크라이나 침공 100일 특집 2부작 편성으로 인한 방송일 연기
- 7월 1일: 《주문을 잊은 음식점》 편성으로 인한 방송일 연기
- 9월 9일: 추석 특선 다큐 메이팅 게임 편성으로 인한 방송일 연기
- 11월 25일: 2022 카타르 월드컵 중계방송으로 인한 방송일 연기

2023년
- 3월 3일: 대기획 《히든 어스》 한반도 30억 년 편성으로 인한 방송일 연기
- 5월 26일~6월 16일: 장바구니 집사들 편성으로 인한 방송 중단

## 같이 보기
관련 항목
- 탐사보도
- 시사
- 다큐멘터리 프로그램

방송 프로그램
- 다큐On(KBS 1TV)
- 다큐멘터리 3일, 세상의 모든 다큐, 스타 인생극장(KBS 2TV)
- 휴먼다큐 사람이 좋다(MBC TV)
- 마이 스토리, 휴먼다큐 사노라면(MBN)
- 스타다큐 마이웨이(TV조선)
- 한국경제 오디세이(MBC 표준FM)